# Rhaphidostichum piliferum
Rhaphidostichum piliferum är en bladmossart som beskrevs av Brotherus 1925. Rhaphidostichum piliferum ingår i släktet Rhaphidostichum och familjen Sematophyllaceae. Inga underarter finns listade i Catalogue of Life.